# DADGAD

Afinación DADGAD

D A D G A D, o Afinación céltica, es un tipo de afinación para guitarra, asociado habitualmente con la música celta, es usado también en rock, folk o metal, entre otros géneros. Recibe el nombre del acrónimo formado por el nombre de las notas en inglés Re (D), La (A), Re (D), Sol (G), La (A), Re (D). La afinación D A D G A D desde la afinación estándar se logra afinando la primera, la segunda y la sexta cuerda un tono completo hacia abajo. El resultado es un acorde de cuarta suspendida en re abierto. Al estar suspendida, la afinación abierta no es intrínsecamente mayor ni menor.

## Historia
DADGAD fue popularizado por el guitarrista folk británico Davey Graham.  Inspirado por escuchar a un laudista en Marruecos, Graham experimentó desafinando algunas de las cuerdas de la guitarra desde la afinación estándar Mi, La, Re, Sol, Si, Mi llegando a Re, La, Re, Sol, La, Re. Empleó la afinación con gran efecto en sus tratamientos de la música celta, pero también de la música folclórica de la India y Marruecos.  Los primeros guitarristas de música tradicional irlandesa en utilizar la afinación fueron Mícheál Ó Domhnaill y Dáithí Sproule. Desde entonces se ha convertido en una afinación muy común en el género.
Otros guitarristas que suelen utilizar este tipo de afinación son Roy Harper, John Martyn, Ben Howard, Andy Mckee, Russian Circles, Mike Dawes, Alejandro Aranda, Rory Gallagher, Luka Bloom, Stan Rogers, Neil Young, Artie Traum, Pierre Bensusan,   Eric Roche, Laurence Juber, Tony McManus, Stephen Wake, Bert Jansch, Richard Thompson, Dick Gaughan, Alistair Hulett, Imaad Wasif, Mark Kozelek, Jeff Tweedy, Masaaki Kishibe, Paul McSherry, Sevendust,  Kotaro Oshio, Ben Chasny, Al Petteway, Justin Currie, Lankum y Trey Anastasio. Jimmy Page la usó en la canción "White Summer" de The Yardbirds y en los temas "Black Mountain Side" y "Kashmir" de Led Zeppelin. El músico folk inglés Martin Carthy utiliza principalmente una afinación relacionada, C G C D G A, cuya evolución a partir de E A D G B E describe explícitamente en su libro de 1987. 
La idoneidad de la afinación D A D G A D para la música celta surge del hecho de que facilita el uso de una serie de acordes móviles, que retienen las cuerdas abiertas.  Estos actúan como un zumbido en las cuerdas graves o agudas, acercándose a las voces utilizadas en la música de gaita tradicional escocesa e irlandesa.